# Dierencultuur

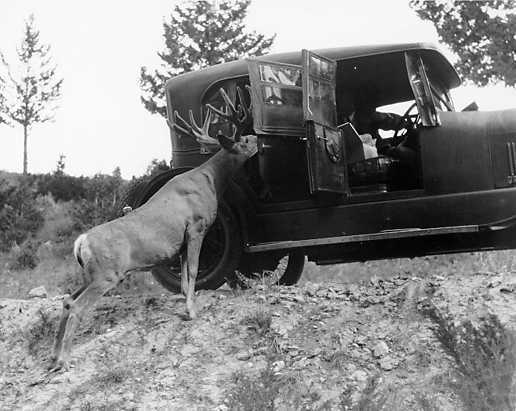
Een bok bedelt bij een auto in Yellowstone National Park (1926).

Diercultuur of dierencultuur kan worden gedefinieerd als het vermogen van niet-menselijke dieren om gedrag aan te leren en over te dragen door middel van sociale of culturele leerprocessen. Cultuur wordt steeds meer gezien als een proces, waarbij het gaat om de sociale overdracht van gedrag tussen soortgenoten en tussen generaties. Het kan gaan om de overdracht van nieuw gedrag, of om regionale variaties die onafhankelijk zijn van genetische of ecologische factoren. 
Erkennen dat andere soorten een complexe en gevarieerde cultuur hebben, heeft gevolgen voor het behoud en welzijn van dieren en voor het begrijpen van de evolutie van deze essentiële component van dierlijke samenlevingen, inclusief de onze.

## Geschiedenis
Aristoteles wees reeds in de 4e eeuw v.Chr. op sociaal leren in de zang van vogels. Charles Darwin onderzocht imitatiegedrag bij dieren, in het kader van zijn theorie dat de menselijke geest geëvolueerd was uit die van lagere wezens. 
Vóór het midden van de 20e eeuw werd algemeen aangenomen dat cultuur, gedrag dat van anderen wordt geleerd, specifiek was voor mensen. Het bewijs dat dieren gedrag kunnen leren en overdragen is eerst gevonden bij een paar diersoorten, maar nadien steeds vaker opgedoken. Tegenwoordig bestaat er geen twijfel meer over dat cultuur wijdverspreid is onder diersoorten, zowel gewervelde als ongewervelde, zeedieren als landdieren.

## Voorbeelden
- Japanse makaken die zoete aardappel wassen[2] (jaren 1950)
- Zwarte ratten overleven in pijnboombossen in Israël door een complexe voedingstechniek, waarbij de pitten uit de kegels worden gehaald.[3] (1991)
- Witte dolfijnen die elk jaar terugkeren naar dezelfde plekken.[4] (2018)
- Papegaaien vertonen niet alleen imitatie, maar ook vormen van logica en begrip die vergelijkbaar zijn met die van zeer jonge kinderen.[5] (2019)
- Het paringsgedrag van guppies is cultureel in die zin dat de voorkeur voor een partner uniek kan worden doorgegeven binnen een populatie.[6] (2019)
- Orka's die elkaar masseren met kelp (zeewier)[7][8] (2025)